# Philippe Douste-Blazy
Philippe Douste-Blazy (* 1. ledna 1953) je francouzský lékař a politik, bývalý francouzský ministr zahraničí (2005–2007). Je vnukem Antoine Béguèrera.